# Hrabstwo Perry (Tennessee)
Hrabstwo Perry (ang. Perry County) – hrabstwo w stanie Tennessee w Stanach Zjednoczonych. Obszar całkowity hrabstwa obejmuje powierzchnię 422,90 mil² (1095,31 km²). Według szacunków United States Census Bureau w roku 2009 miało 7826 mieszkańców.
Hrabstwo powstało w 1819 roku.

## Miasta
- Linden
- Lobelville[4]

| Populacja hrabstwa w poprzednich latach | Populacja hrabstwa w poprzednich latach |
| Rok                                     | Liczba ludności                         |
| --------------------------------------- | --------------------------------------- |
| 1980                                    | 6111                                    |
| 1990                                    | 6612                                    |
| 2000                                    | 7631                                    |
| 2005                                    | 7574                                    |